# Кристофър Райд
Кристофър Райд (на английски: Christopher Ride) е австралийски писател на бестселъри в жанра фантастичен трилър.

## Биография и творчество
Кристофър Райд е роден през 1965 г. в Канбера. Израства в различни страни – Бирма, Перу, Турция, Канада, Танзания и САЩ. В периода 1978–1979 г. учи в Шотландския колеж в Мелбърн, в периода 1979–1982 г. в Международната школа на Танганайка в Дар ес Салам в Танзания, а в периода 1983 – 1984 г. – компютърни науки във Висшето училище „Мемориъл“ в Хюстън, САЩ, където е заедно с Майкъл Дел.
През 1984 г. се връща в Австралия и работи в IBM като хардуерен инженер в Мелбърн. След 8 години се мести компанията доставчик на IT услуги „Interactive“, където работи в отдела за продажби, а от 1999 г. е съсобственик и управляващ директор. През 2011 г. е удостоен с награда за Предприемач на годината за технологии. 
Той е запален алпинист и лицензиран пилот. Пише като хоби от началото на 90-те г.
Първият си трилър „Честотата на Шуман“ публикува самостоятелно през 2007 г. Главната героиня Хелена Каприарти има необяснима психична връзка с човек, когото никога не е срещала – Надзирателя. Тя се впуска в приключение за намирането на най-загадъчните древни обекти на света и тайната на Свитъците от Мъртво море. Но и друг тайнствен противник се намесва в живота ѝ. Книгата става бестселър и той сключва договор с издателство „Рандъм Хаус“, което го прави популярен по света.
В следващите романи от поредицата сюжетите на загадките и приключенията се развиват в Китай и Перу.
Кристофър Райд живее със семейството си в Мелбърн.

## Произведения

### Серия „Надзирател“ (Overseer)
1. The Schumann Frequency (2007)
Честотата на Шуман, изд.: ИК „Бард“, София (2014), прев. Венцислав Божилов
2. The First Boxer (2009) – издаден и като „The last Empress“ 
Последната императрица, изд.: ИК „Бард“, София (2015), прев. Венцислав Божилов
3. The Inca Curse (2012)
Проклятието на инките, изд.: ИК „Бард“, София (2016), прев. Венцислав Божилов